# Bang TV
Bang TV (previamente conocido como BoomBox) fue un canal de televisión por suscripción chileno, que inició sus trasmisiones en 5 de diciembre de 2008 exclusivamente para el cableoperador Claro TV hasta su cierre en junio de 2020.
La señal era propiedad de TVI, misma empresa dueña de Vía X, Zona Latina y ARTV. Inicialmente su programación estaba dedicada a la música urbana, principalmente los géneros reguetón y bachata. Posteriormente, debido al decaimiento de popularidad de dichos géneros musicales en el país, se dedicaron a la emisión de Pop y K-Pop.

## Historia
Su origen data del año 2007, cuando los ejecutivos de Vía X decidieron incluir en su programación un nuevo espacio llamado Bang! Todo suena, dedicado al género del reguetón y conducido por Monserrat Torrent y Romina Sáez, dos rostros emergidos del programa juvenil Mekano de Mega.
Debido a la alta popularidad que gozaba dicho estilo musical entre los chilenos, en TVI entendieron que un programa no era suficiente y decidieron lanzar un canal completamente dedicado al mismo. 
BoomBox nació en diciembre de 2008 como señal exclusiva del operador Telmex TV (ahora Claro TV). El canal fue publicitado en televisión abierta con un comercial que mostraba a todos sus rostros promocionando la marca junto a la aparición, al final del mismo, del cantante Daddy Yankee.
En 2010, debido a que el nombre original ya estaba registrado, pasó a llamarse Bang TV. Asimismo, los videoclips y los programas musicales se ampliaron a otros ritmos, pero manteniendo la esencia por lo urbano.
El 1 de junio de 2020, la señal cesó sus transmisiones y fue retirada de la grilla de Claro Chile.

## Programas
- Todo suena, con José Luis Bibbó y Faloon Larraguibel. Anteriormente con Sabrina Sosa / Simoney Romero / Yamna Lobos / Monserrat Torrent y Romina Sáez).
- Danz, con Simoney Romero. Anteriormente con Yamna Lobos.
- Mi bloke, con Andreína Chateing. Anteriormente con Sabrina Sosa y Nicole "Luli" Moreno.
- Rankeao con Sabrina Sosa. Anteriormente con Nicole Pérez, Juan Pedro Verdier y Pablo Schilling.
- NewsBox, microespacio de noticias con Andreína Chateing. Anteriormente con Pablo Schilling.
- Soundtrax, con Monserrat Torrent. Anteriormente con Juan Pedro Verdier.
- Curiocity con Monserrat Torrent. Anteriormente con  Juan Pedro Verdier.
- Pasa el Mic
- Puro Hit, con Gabriel Martina.
- Comilones, con Joche Bibbó y Gabriel Martina.

### Programas anteriores
- ¿Y sabías qué? con Camila Venegas.
- Sexy movimiento, con las Gemelas Díaz. Anteriormente conducido por Roxana Muñoz y Eliana Yutronic.
- Car Wash, con Pilar Ruiz y Eliana Yutronic.
- 2x1 con Eliana Yutronic.
- Versus